# Sant Martí de Corsavell
Sant Martí de Corsavell és una església romànica al veïnat disseminat de Corsavell a l'oest del Puig de Bassegoda, a la capçalera de la vall de Corsavell, protegit com a bé cultural d'interès local. Pocs metres avall d'aquest edifici hi ha la Torre de Corsavell.

## Arquitectura

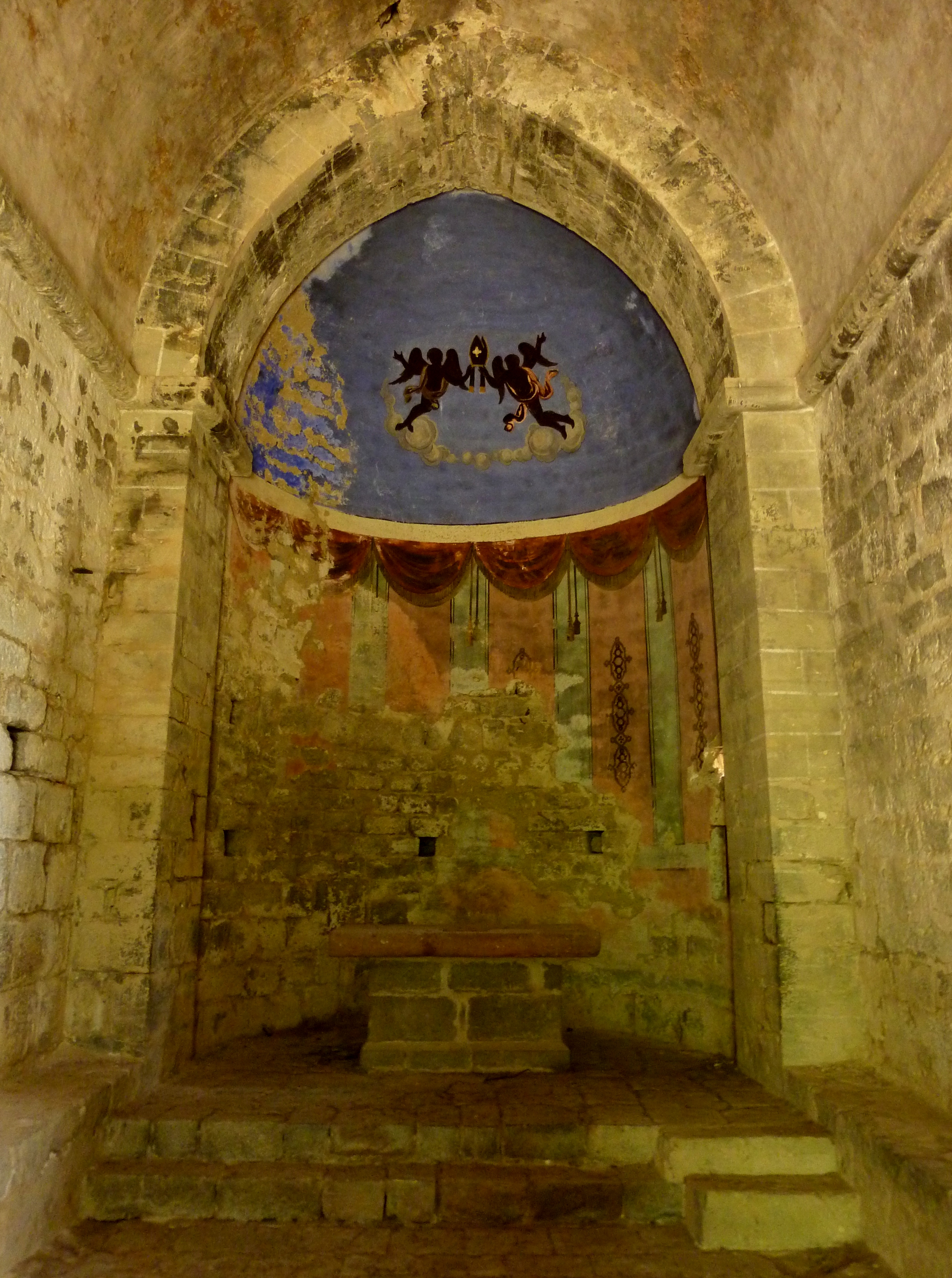
Aspecte interior de l'absis amb el presbiteri i l'altar

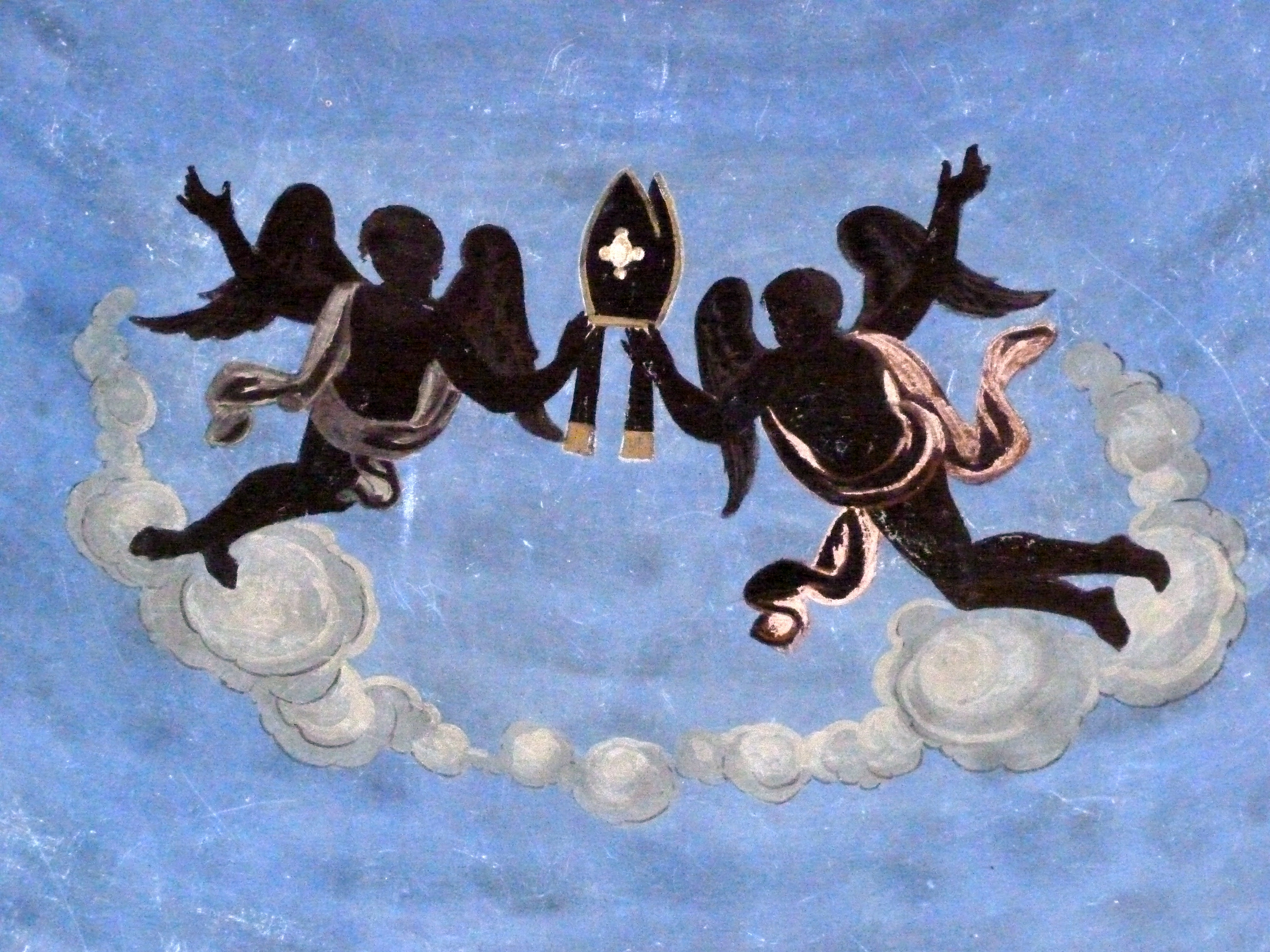
Detall dels murals de l'absis

L'edifici, bastit durant el segle xii, es caracteritza per estar constituït per una sola nau, de la que destaca la façana de ponent, coronada per una espadanya de doble obertura. L'aparell dels murs és d'opus quadratum de carreus de pedra escairats lligats amb morter de calç i disposats en filades regulars. L'absis és semicircular, és a llevant i fou sobrealçat en algun moment posterior. Encara es pot apreciar la cornisa i llosa de la vella coberta. A les façanes nord i sud hi ha un fris senzill i una cornisa, a migdia, una finestra i, a l'interior, una cornisa corre els murs. La volta de la nau és de canó apuntada mentre que l'absis presenta una volta de quart d'esfera, i s'obre a la nau mitjançant un gran arc triomfal bastit amb carreus de pedra. Està alçat respecte al nivell de circulació de la nau i presenta tota la conca absidal decorada amb pintures murals. Una cornisa motllurada recorre els murs laterals de la nau, en el punt on es recolza la volta. Adossat també a aquests murs hi ha un banc corregut de pedra.
El temple s'il·lumina mitjançant dues finestres de mig punt i doble esqueixada obertes al mur de migdia de la nau. A l'absis, en el mateix costat meridional, hi ha una altra finestra més simple. El paviment interior del temple és bastit en pedra ben desbastada.
Un element que destaca és la seva interessant façana. Sobresurt la porta d'accés amb guardapols sobresortit i tres arcs en gradació, un fris que s'estén de nord a sud i un finestral molt interessant de dos arcs en gradació protegits també per guardapols. Damunt seu hi ha una cornisa motllurada que divideix el parament en dues parts. Consta d'un altre fris superior en forma d'angle còncau i el campanar d'espadanya de doble obertura.

## Història
L'indret, del qual es tenen notícies documentals des de la darreria del segle ix, fou colonitzat per monjos benedictins provinents del cenobi de Santa Maria d'Arles. Cal dir que ja se citava l'existència de l'"Ecclesiam de Curcavelo", l'any 1019, quan s'efectuà la seva cessió a la Canònica de Girona. Més tard, l'any 1171, s'esmentà com a "Sancti Martini de Curchavello", mentre que, en la segona meitat del segle xiv, se l'anomena "Sancti Martini de Cursavello". Al perdre la seva independència va passar a dependre de Sant Andreu de Llorona.
L'ermita té uns Goigs dedicats, amb lletra d'Enric Balaguer i música d'Àngel Colomer.